# 霍利格羅夫 (北卡羅萊納州蓋茨縣)
霍利格羅夫（英語：Holly Grove）是位於美國北卡羅萊納州蓋茨縣的非建制地區。

## 地理
霍利格羅夫所處的海拔為高於海平面12米（即39英呎），而該地所採用的時區為UTC-5，即北美东部时区（EST）。同時該地設有夏令時間，為UTC-5調快一小時，即UTC-4（EDT）。